# Врапчиште (община)
Вра́пчиште (макед. Општина Врапчиште, алб. Komuna e Vrapçishtit) — община в Северной Македонии. Расположена на северо-западе страны. Население составляет 25 399 человек (2002 год), значительную часть населения общины составляют албанцы.
Административный центр — село Врапчиште.
Площадь территории общины 157,98 км².
Кроме села Врапчиште в состав общины входит ещё 14 сёл: Врановци, Галате, Градец, Горъяне, Добри-Дол, Гюргевиште, Зубовце, Калиште, Ломница, Неготино-Полошко, Ново-Село, Пожаране, Сенокос и Топлица.
Этнический состав населения общины согласно переписи 2002 года: